# Collegio plurinominale Lazio 1 - 02 (2020)
Il collegio elettorale plurinominale Lazio 1 - 02 è un collegio elettorale plurinominale della Repubblica italiana per l'elezione della Camera dei deputati.

## Territorio
Come previsto dalla legge n. 51 del 27 maggio 2019, il collegio è stato definito tramite decreto legislativo all'interno della circoscrizione Lazio 1.
Il collegio comprende la zona definita dai tre collegi uninominali Lazio 1 - 04 (Roma Municipio VII), Lazio 1 - 08 (Velletri) e Lazio 1 - 09 (Guidonia Montecelio) quindi la zona sud orientale del comune di Roma, il comune di Ciampino e la parte sud orientale della città metropolitana.

## XIX legislatura

### Risultati elettorali
- Dati relativi a 1.158 sezioni su 1.159.

|                               | Fratelli d'Italia                                       | 200 319 | 32,08 | 2 | 278 757 | 44,64 | 2 |  |  |
|                               | Forza Italia                                            | 38 557  | 6,17  | 1 | 278 757 | 44,64 | 2 |  |  |
|                               | Lega per Salvini Premier                                | 37 063  | 5,94  | 1 | 278 757 | 44,64 | 2 |  |  |
|                               | Noi Moderati                                            | 2 818   | 0,45  | – | 278 757 | 44,64 | 2 |  |  |
|                               | Partito Democratico - Italia Democratica e Progressista | 124 713 | 19,97 | 1 | 170 101 | 27,24 | 1 |  |  |
|                               | Alleanza Verdi e Sinistra                               | 24 297  | 3,89  | – | 170 101 | 27,24 | 1 |  |  |
|                               | +Europa                                                 | 17 769  | 2,85  | – | 170 101 | 27,24 | 1 |  |  |
|                               | Impegno Civico – Centro Democratico                     | 3 322   | 0,53  | – | 170 101 | 27,24 | 1 |  |  |
|                               | Movimento 5 Stelle                                      | 97 389  | 15,60 | 1 | 97 389  | 15,60 | – |  |  |
|                               | Azione - Italia Viva                                    | 45 004  | 7,21  | – | 45 004  | 7,21  | – |  |  |
|                               | Italexit                                                | 10 659  | 1,71  | – | 10 659  | 1,71  | – |  |  |
|                               | Unione Popolare                                         | 10 349  | 1,66  | – | 10 349  | 1,66  | – |  |  |
|                               | Italia Sovrana e Popolare                               | 8 002   | 1,28  | – | 8 002   | 1,28  | – |  |  |
|                               | Vita                                                    | 3 409   | 0,55  | – | 3 409   | 0,55  | – |  |  |
|                               | Partito della Follia Creativa                           | 802     | 0,13  | – | 802     | 0,13  | – |  |  |
| Totale                        | Totale                                                  | 624 472 | 100   | 6 | 624 472 | 100   | 3 |  |  |
| Elettori                      | Elettori                                                | 996 825 |       |   |         |       |   |  |  |
|                               |                                                         |         |       |   |         |       |   |  |  |
| Data: 25 settembre 2022       |                                                         |         |       |   |         |       |   |  |  |
| Fonte: Ministero dell'interno |                                                         |         |       |   |         |       |   |  |  |

### Eletti

#### Eletti nei collegi uninominali
Eletti nella coalizione di centro-destra (FdI - Lega - FI - NM)
     Eletti nella coalizione di centro-sinistra (PD-IDP - AVS - +E - IC-CD)
| Collegio uninominale   | Eletto | Eletto             | Partito             |
| ---------------------- | ------ | ------------------ | ------------------- |
| 4. Roma Municipio VII  |        | Roberto Morassut   | Partito Democratico |
| 8. Velletri            |        | Antonio Tajani     | Forza Italia        |
| 9. Guidonia Montecelio |        | Alessandro Palombi | Fratelli d'Italia   |

#### Eletti nella quota proporzionale
| Fratelli d'Italia                  | Partito Democratico-IDP | Movimento 5 Stelle | Forza Italia  | Lega              |
| ---------------------------------- | ----------------------- | ------------------ | ------------- | ----------------- |
|                                    |                         |                    |               |                   |
| Andrea Volpi Maria Teresa Bellucci | Michela Di Biase        | Alfonso Colucci    | Paolo Barelli | Antonio Angelucci |